# Bevölkerungsschutz

Internationales Zivilschutzzeichen

Der Begriff Bevölkerungsschutz ist eine zusammenfassende Bezeichnung für alle Einrichtungen und Maßnahmen, die der Gefahrenabwehr und Hilfe zum Schutz der Zivilbevölkerung im Krisen- oder Katastrophenfall dienen. Es wird dabei unterschieden zwischen:
- dem Katastrophenschutz, der den Schutz von Menschen, Sachgütern sowie der natürlichen Umwelt vor dem Eintritt und den Folgen einer (Natur-)Katastrophe umfasst;
- dem Zivilschutz, der im spezielleren Sprachgebrauch Maßnahmen zum Schutz der Bevölkerung, von Betrieben und öffentlichen Einrichtungen im Verteidigungs- und Spannungsfall (Krieg) umfasst.[1]

Die übergreifende Bezeichnung „Bevölkerungsschutz“ trägt der Tatsache Rechnung, dass zwischen den Maßnahmen in den Bereichen Katastrophenschutz und Zivilschutz viele Gemeinsamkeiten bestehen, die von den beteiligten Organisationen und Einrichtungen über deren technische Ausstattung und andere Vorsorgemaßnahmen bis hin zu behördlichen Zuständigkeiten reichen.
Zur Hilfe für die Bevölkerung befähigt und beauftragt sind in erster Linie die Feuerwehren, sowie in Deutschland das Technische Hilfswerk, Hilfsorganisationen (wie der Arbeiter-Samariter-Bund, das Deutsche Rote Kreuz, die Johanniter, der Malteser Hilfsdienst) und bei Schadenereignissen zu Wasser die Deutsche Lebens-Rettungs-Gesellschaft und die Deutsche Gesellschaft zur Rettung Schiffbrüchiger. Der Einsatz von Streitkräften zum Bevölkerungsschutz ist in den meisten Ländern möglich, aber unterschiedlich streng geregelt.

## Nationales

### Deutschland
Bei einer integrierten Betrachtung der Bereiche Katastrophenschutz und Zivilschutz unter einem gemeinsamen Oberbegriff ist jedoch in Deutschland zu beachten, dass die gesetzgeberischen Kompetenzen unterschiedlich verteilt sind. Während der Zivilschutz nach Art. 73 des Grundgesetzes der ausschließlichen Gesetzgebung des Bundes unterliegt und als Teilbereich der Zivilverteidigung dem Bundesministerium des Innern zugeordnet ist, sind für den Katastrophenschutz nach Artikel 30 und 70 des Grundgesetzes die Bundesländer zuständig. Die Neugründung des Bundesamtes für Bevölkerungsschutz und Katastrophenhilfe (BBK) als Bundesoberbehörde im Geschäftsbereich des Bundesministeriums des Innern erfolgte zum 1. Mai 2004, errichtet aus der Zentralstelle für Zivilschutz des Bundesverwaltungsamtes als Nachfolgeeinrichtung des zum 1. Januar 2001 aufgelösten Bundesamtes für Zivilschutz. Das Gesetz über die Errichtung des Bundesamtes für Bevölkerungsschutz und Katastrophenhilfe (BBKG) definiert die Aufgaben des BBK:

„Das Bundesamt nimmt Aufgaben des Bundes auf den Gebieten des Bevölkerungsschutzes und der Katastrophenhilfe wahr, die ihm durch das Zivilschutzgesetz oder andere Bundesgesetze oder auf Grund dieser Gesetze übertragen werden […].“

Nach § 1 Abs. 2 Zivilschutz- und Katastrophenhilfegesetz (ZSKG) gehören zum Zivilschutz folgende Aufgaben:
- Selbstschutz
- Warnung der Bevölkerung
- Schutzbau
- Aufenthaltsregelung
- Katastrophenschutz nach Maßgabe des § 11 ZSKG
- Maßnahmen zum Schutz der Gesundheit
- Maßnahmen zum Schutz von Kulturgut (hierzu betreibt das BBK im Barbarastollen bei Oberried einen zentralen Bergungsort)

Diese Aufgaben werden in fünf Abteilungen wahrgenommen.
Das Amt gibt die Zeitschrift Bevölkerungsschutz heraus.
Der Begriff des Zivilschutzes wird durch das Konzept des Bundes geprägt. Die scharfe Trennung allein durch die Feststellung des Verteidigungsfalls ist fortan nicht mehr ausschlaggebend. In den Jahren 2006/07 zeichnet das Bundesamt für Bevölkerungsschutz und Katastrophenhilfe hauptverantwortlich u. a. für die Einführung der Medizinischen Task Forces im Rahmen der „Neuen Konzeption im Bevölkerungsschutz“. In dieser neuen Konzeption wurde, abgestimmt mit den Bundesländern, ein neues, auch auf Spezialgefahren wie ABC-Schutz und MANV ausgerichtetes Ausstattungskonzept, im Rahmen der ergänzenden, zivilschutzbezogenen Ausstattung, die der Bund den Ländern zur Verfügung stellt, erarbeitet.
Im Bevölkerungsschutz wirken nach wie vor hauptsächlich ehrenamtliche Kräfte der Hilfsorganisationen, der Feuerwehren und der Bundesanstalt Technisches Hilfswerk mit ihrem Potential mit.

### Österreich
In Österreich sind die Agenden des Zivilschutzes (Bevölkerungsschutzes) auf alle Ebenen des Staates verteilt: Der Bund übernimmt nationale und internationale Koordination, die Länder regionale Angelegenheiten, und Gemeinden, Einsatzkräfte und Hilfsorganisationen die Umsetzung vor Ort. Für Bewältigungen in militärischen Spannungsfällen bestehen bis auf die vorrangige Einbeziehung des Bundesheeres heute keine spezielleren Konzepte mehr.
Die Gleichsetzung von Zivilschutz mit Katastrophen- und Bevölkerungsschutz beruht auf der verfassungsmäßigen immerwährenden Neutralität Österreichs, nach deren Doktrin militärische Krisensituationen nur auf eigenem Staatsgebiet entstehen können, weil sich Österreichs Armee – bis auf gewisse Teilnahme an internationalen Missionen – nicht im Ausland engagieren darf. Seit 2004 (alle Nachbarn Österreichs EU-Mitglieder) gelten die Landesverteidigungsdoktrinen des Kalten Kriegs als überholt, militärischer Bevölkerungsschutz kann nur im Rahmen eines gesamteuropäischen Verteidigungsfalles oder durch irreguläre Bedrohungen (etwa Terrorismus) eintreten. In zweiterem Falle wäre das Bundesheer nur im Assistenzeinsatz für den zivilen Kriseneinsatz tätig.

### Schweiz
In der Schweiz ist der Bevölkerungsschutz im Wesentlichen kantonal organisiert und wird durch das Bundesamt für Bevölkerungsschutz koordiniert. Zu den so genannten Partnerorganisationen im Bevölkerungsschutz gehören die Polizei, die Feuerwehr, der Zivilschutz, die Sanitätsdienste sowie die Technischen Betriebe.

## Privatrechtliche Einrichtungen
In der Republik China gründeten sich 2022 im Zuge des Taiwan-Konflikts mehrere private Hilfsorganisationen, die die Bevölkerung zur Selbsthilfe im Verteidigungsfall befähigen sollen. Beispielsweise schult die durch einen DPP-Abgeordneten gegründete Kuma Academy Zivilisten in der Abwehr von Desinformation, Open-Source-Intelligence und erster Hilfe. UMC-Gründer Robert Tsao versprach der Organisation eine Spende von 600 Millionen NTD (etwa 17 Millionen Euro).
Im Zuge einprägsamer Schadenslagen wie den Terroranschlägen vom 11. September 2001 und Hurrikan Katrina gründete sich in den Vereinigten Staaten das international aktive Netzwerk Mutual Aid Disaster Relief, das dem eigenen Selbstverständnis nach durch lokale Verankerung die Katastrophenvorsorge und Versorgung leisten möchte, die von Bundeseinrichtungen wie der Federal Emergency Management Agency (FEMA) nicht abgedeckt wird.